# Pál Ábrahám
Pál Ábrahám później znany jako Paul Abraham (ur. 2 listopada 1892 w Apatinie, zm. 6 maja 1960 w Hamburgu) – węgierski kompozytor operetkowy.

## Życiorys
Ábrahám urodził się 2 listopada 1892 r. w wojwodińskim Apatinie (obecnie Serbia). W latach 1910–1916 studiował teorię i historię muzyki w Akademii Muzycznej w Budapeszcie. Po odbytych, nieprzerwanych studiach najpierw magisterskich, potem doktorskich, a następnie profesorskich, został tam profesorem studiowanych wcześniej kierunków. Komponować zaczął przed 1920 r., kiedy to wykonano dwa jego utwory: Koncert wiolonczelowy i Serenadę orkiestrową. W 1927 r. został dyrygentem w teatrze operetkowym w Budapeszcie. Zaczął wtedy pisać pierwsze operetki. W 1930 odbyła się premiera najbardziej znanej operetki Wiktoria i jej huzar. Następnie kompozytor wyjechał do Niemiec. Skomponował wtedy Kwiat Hawajów i Bal w Savoyu. W 1933 r. opuścił Niemcy i wyjechał do Wiednia, gdzie przebywał do inkorporacji Austrii do Rzeszy. Powrócił wtedy na rok do Budapesztu. Ucieczkę kompozytora z Niemiec od 1933 r. można wytłumaczyć jego niechęcią do narodowego socjalizmu. W 1939 r. Ábrahám przeniósł się z Węgier do Paryża. Pieniądze zarobione na ekranizacji Kwiatu Hawajów umożliwiły mu wyjazd na Kubę, a później do Nowego Jorku. W 1945 r. zapadł na chorobę umysłową. W 1956 wrócił do Europy, jednak nie do ojczyzny, a do Hamburga. Zmarł w tamtejszym szpitalu dla nerwowo chorych 6 maja 1960 r.

## Dorobek kompozytorski
Pál Ábrahám pozostawił po sobie kilkanaście dzieł:
- Koncert wiolonczelowy
- Serenada orkiestrowa
- Wiktoria i jej huzar (1930)
- Kwiat Hawajów (1931)
- Bal w Savoyu (1932)
- Przygoda w Grand Hotelu
- Dżaina, dziewczyna z herbaciarni
- Roxy i jej cudowna drużyna
- Libretto do Dwóch wesołych serc